# Uttwil
Uttwil ist eine politische Gemeinde und eine Ortschaft im Bezirk Arbon des Kantons Thurgau in der Schweiz. Uttwil war von 1870 bis 2002 eine Einheitsgemeinde.

## Geographie
Uttwil liegt am Bodensee, zwischen Romanshorn und Konstanz. Die Nachbargemeinden sind Romanshorn, Hefenhofen, Kesswil und Dozwil.
Die Gemeinde hat 1911 Einwohner und rund 870 Haushaltungen und liegt auf einer Fläche von 437 ha, wovon 48 ha Baugebiet, 236 ha Wiese und Acker, 120 ha Wald, 8,5 ha Gewässer und 24,5 ha Verkehrsinfrastruktur sind.

## Geschichte
Am 4. Juni 817 wurde Uttwil erstmals als Huttinwillare in einer Urkunde des Kaisers Ludwig des Frommen zusammen mit Kesswil, Landschlacht, Zihlschlacht und Hefenhofen erwähnt.
Im 9. Jahrhundert besass das Kloster St. Gallen zahlreiche Güter in Uttwil.
Im Dorfe liess sich ein Adelsgeschlecht mit dem Namen «von Uttwil» nieder, das um 1413 wieder verschwunden war.
Im 13. bis 14. Jahrhundert waren der Bischof von Konstanz und das dortige Heiliggeistspital Grundherren. 1267 erwarb das Kloster Münsterlingen von St. Gallen Grundbesitz, ab 1280 setzte es Vögte ein und 1413 bis 1798 besass es das Niedergericht. Die älteste bekannte Offnung (Urkunde) datiert von 1425.

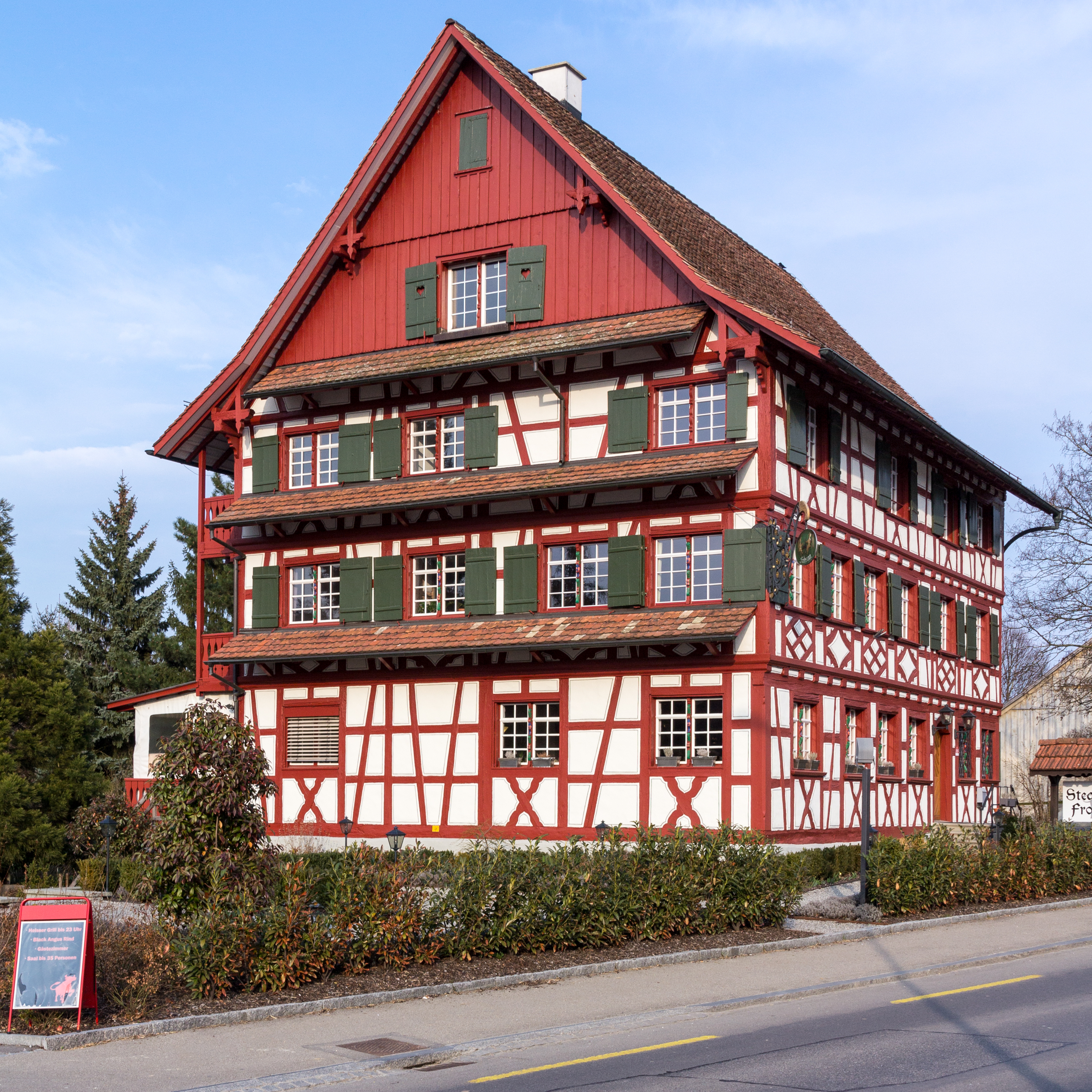
Gasthaus Frohsinn, 1722 als Kehlhof erbaut

Kirchlich gehörte Uttwil zu Romanshorn. Die 1276 erweiterte Adelheid-Kapelle war 1303 im Besitz des Klosters Münsterlingen. Deren Pfarrrechte gingen im 15. Jahrhundert an die Anna-Kapelle über, die 1450 zur Kirche vergrössert wurde. Uttwil sicherte sich dabei die Kollatur. 1524 wurde die Reformation eingeführt. Nachdem Uttwil kirchlich ab 1588 vorübergehend mit Kesswil verbunden war, ist es seit 1618 eine Filiale von Kesswil. Im sogenannten Uttwilerhandel stritten sich 1644 bis 1651 das Kloster und die katholischen Orte der Alten Eidgenossenschaft mit Uttwil und Zürich wegen des Abbruchs der Adelheid-Kapelle.
Für die Bezahlung der danach von den fünf katholischen Orten verhängten Geldstrafe schenkte Zürich den Uttwilern zwölfhundert Gulden.
1699 erhob Landvogt Jakob Schindler Uttwil zum Kornmarktort.
Im 18. Jahrhundert schufen die Familien Dölli und Uhler in Uttwil auf Kosten von Konstanz und Rorschach den wichtigsten Umschlagplatz für Korn und Salz am westlichen Bodenseeufer. Ihre Schiffe und Fuhrwerke brachten die Waren über See und Land bis Zürich und Genf. So zu Reichtum gelangt, bauten die Dölli stattliche Häuser, u. a. den 1722 erbauten Kehlhof und spätere Gasthaus Frohsinn, ein Gredhaus und eventuell das Schloss. Mit dem Bau des Hafens in Romanshorn und 1855 der Thurtallinie verlor Uttwil seine Bedeutung als Handelsplatz.

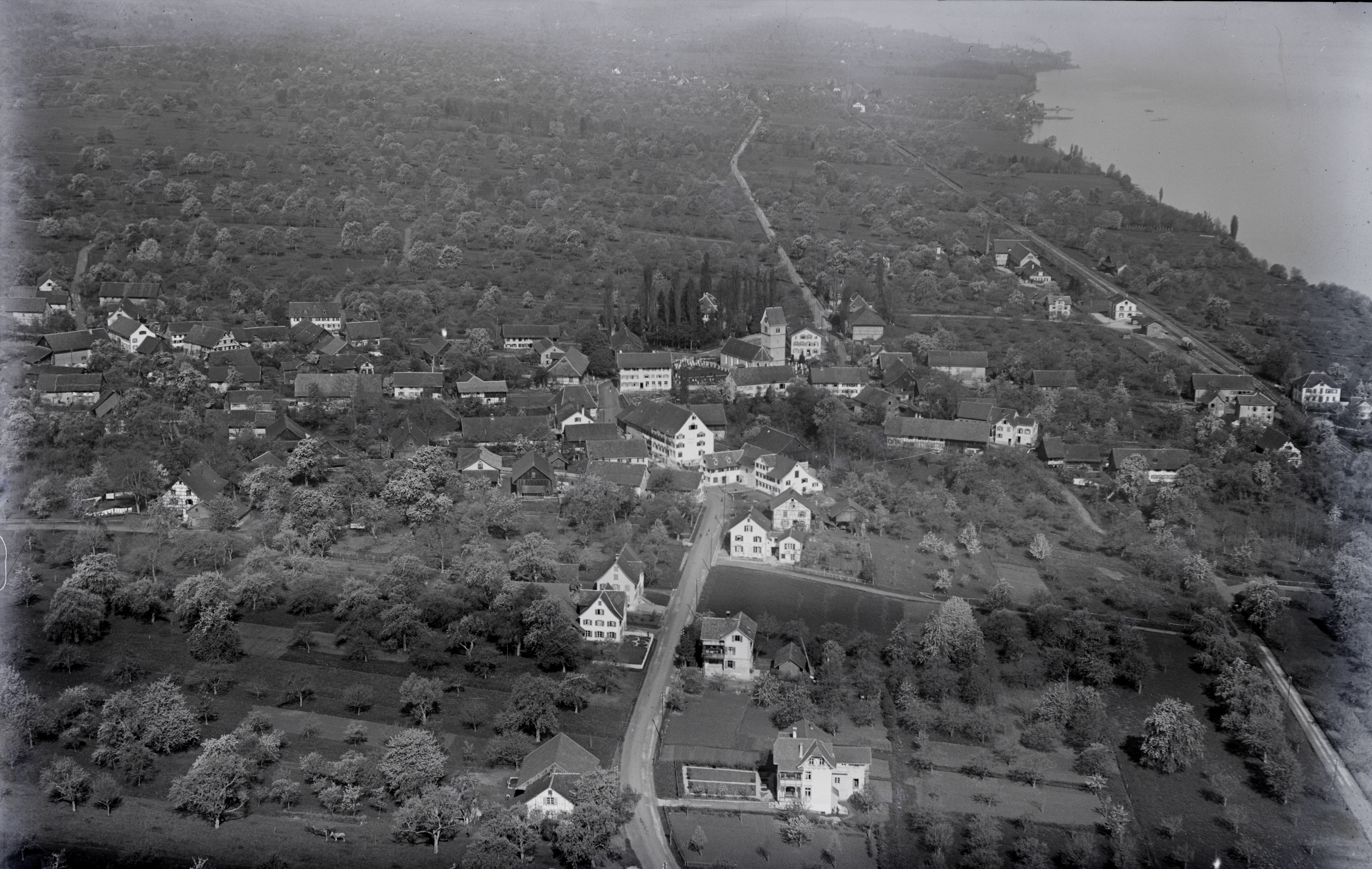
Luftbild von Walter Mittelholzer (1924)

Im 19. Jahrhundert wurde in Uttwil Getreide und Obst angebaut, Vieh- und Milchwirtschaft betrieben sowie eine Käserei eingerichtet. Gleichzeitig entwickelte sich das Dorf zum Kur-, Künstler- und Literatenort, in dem im Ersten Weltkrieg und den Jahren danach Carl Sternheim, Henry van de Velde, René Schickele und Annette Kolb wirkten. In den 1940er Jahren lebten in Uttwil berühmte emigrierte Musiker wie z. B. Pau Casals, Clara Haskil und Rudolf Serkin, ausserdem Schweizer Maler und Schriftsteller wie Ernst Schlatter, Paul Ilg und Emanuel Stickelberger.
Von 1878 bis 1922 existierten Stickereifabriken, 1882 bis 1999 eine Holzessigfabrik. 1907 bis 1996 bestand die Möbelfabrik Schubert & Schramm.
Die kulturelle Vergangenheit ist seit 2008 Anlass, mit den jährlichen «Uttwiler Meisterkursen» die kulturelle Tradition Uttwils wiederzubeleben.

## Wappen
Blasonierung: In Blau ein weisses, aus der Form eines Ankers entwickeltes Schifferzeichen.
Das Wappen nimmt Bezug auf die Seelage Uttwils und die Tätigkeit der früheren Bewohner. Das Schifferzeichen ist in der Gemeinde mehrfach überliefert.

## Bevölkerung
| Die zur Anzeige dieser Grafik verwendete Erweiterung wurde dauerhaft deaktiviert. Wir arbeiten aktuell daran, diese und weitere betroffene Grafiken auf ein neues Format umzustellen. (Mehr dazu) |

| Jahr      | 1831 | 1850 | 1900 | 1950 | 1980 | 1990 | 2000 | 2010 | 2018 |
| Einwohner | 540  | 606  | 553  | 842  | 876  | 1102 | 1439 | 1751 | 1856 |

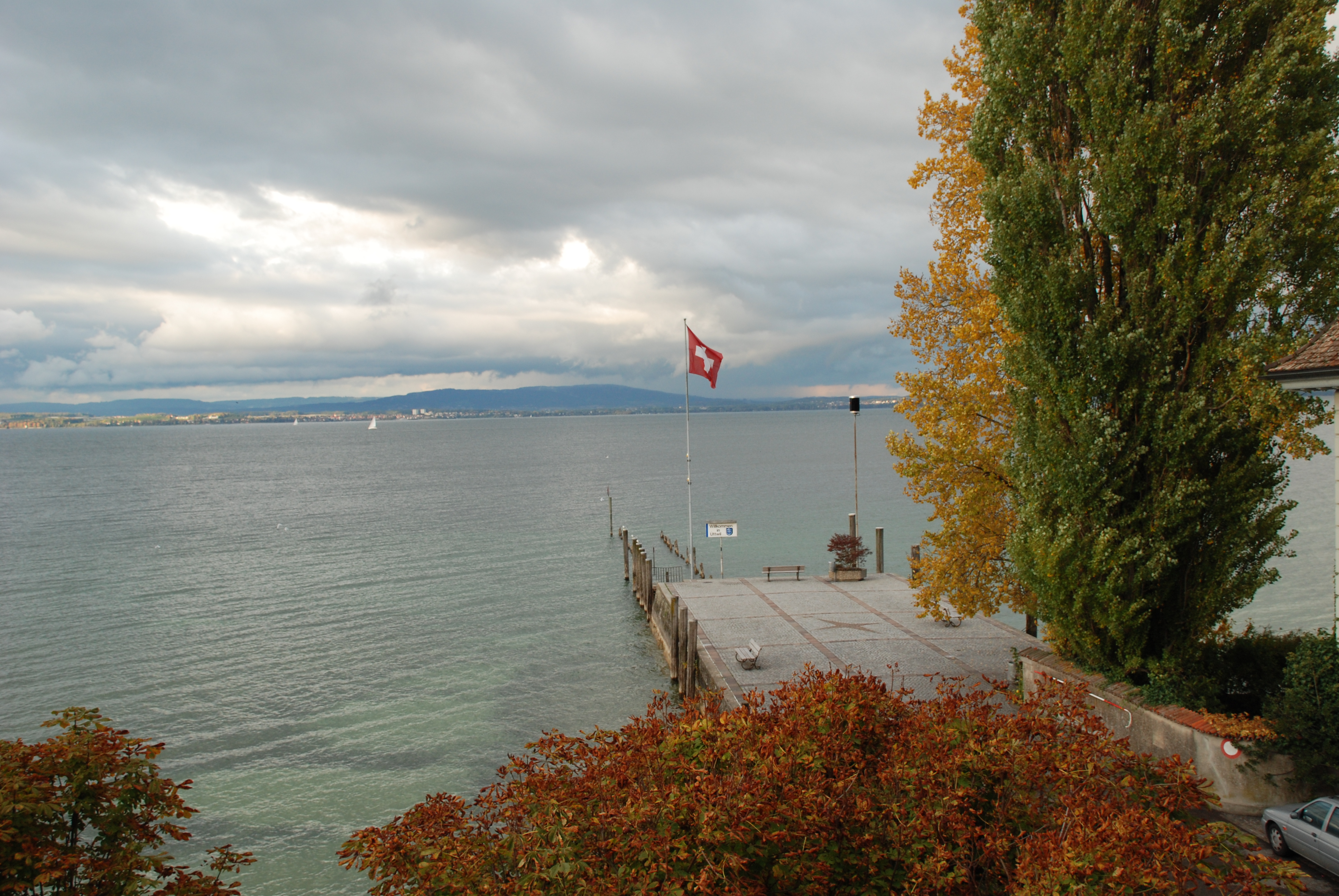
Blick auf die Schiffslände von Uttwil

Von den insgesamt 1856 Einwohnern der Gemeinde Uttwil im Jahr 2018 waren 343 bzw. 18,5 % ausländische Staatsbürger.

## Wirtschaft
Im Jahr 2016 bot Uttwil 288 Personen Arbeit (umgerechnet auf Vollzeitstellen). Davon waren 14,4 % in der Land- und Forstwirtschaft, 13,2 % in Industrie, Gewerbe und Bau sowie 72,3 % im Dienstleistungssektor tätig.

## Sehenswürdigkeiten

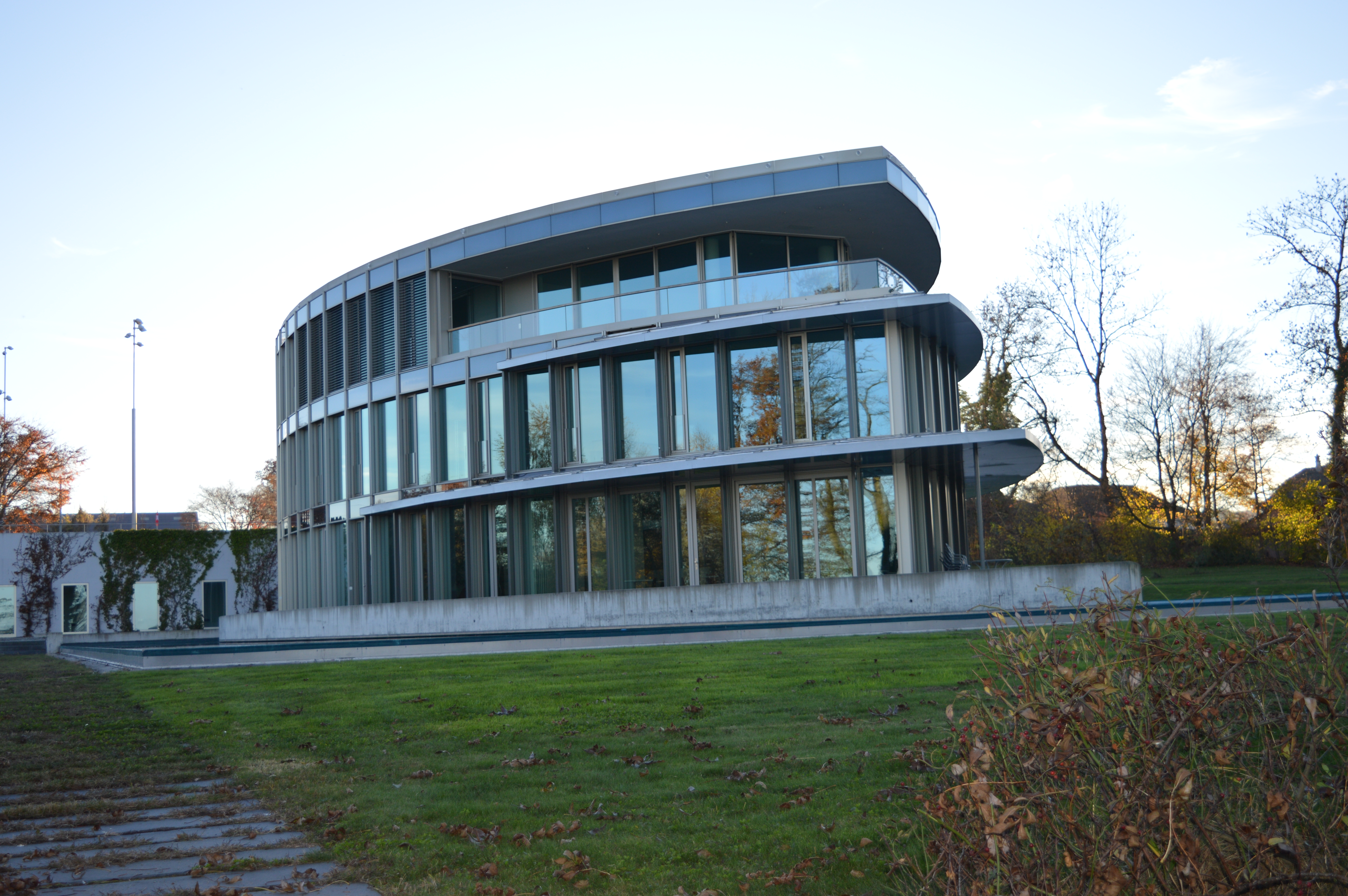
Einstiger Hauptsitz der Hanseatic Lloyd in Uttwil

Bodensee in Uttwil

## Persönlichkeiten
- Jakob Annasohn (1901–1983), Generalstabschef der Schweizer Armee
- Werner Günthör (* 1961), Schweizer Leichtathlet
- Paul Ilg (1875–1957), Schweizer Schriftsteller
- Harro Kniffka (1956–2009), deutscher Reeder (Hanseatic-Lloyd und Hansa-Mare-Reederei)
- Ernst Emil Schlatter (1883–1954), Schweizer Grafiker, Lithograf, Zeichner und Maler, lebte ab 1920 in Uttwil